# Droga kolejowa

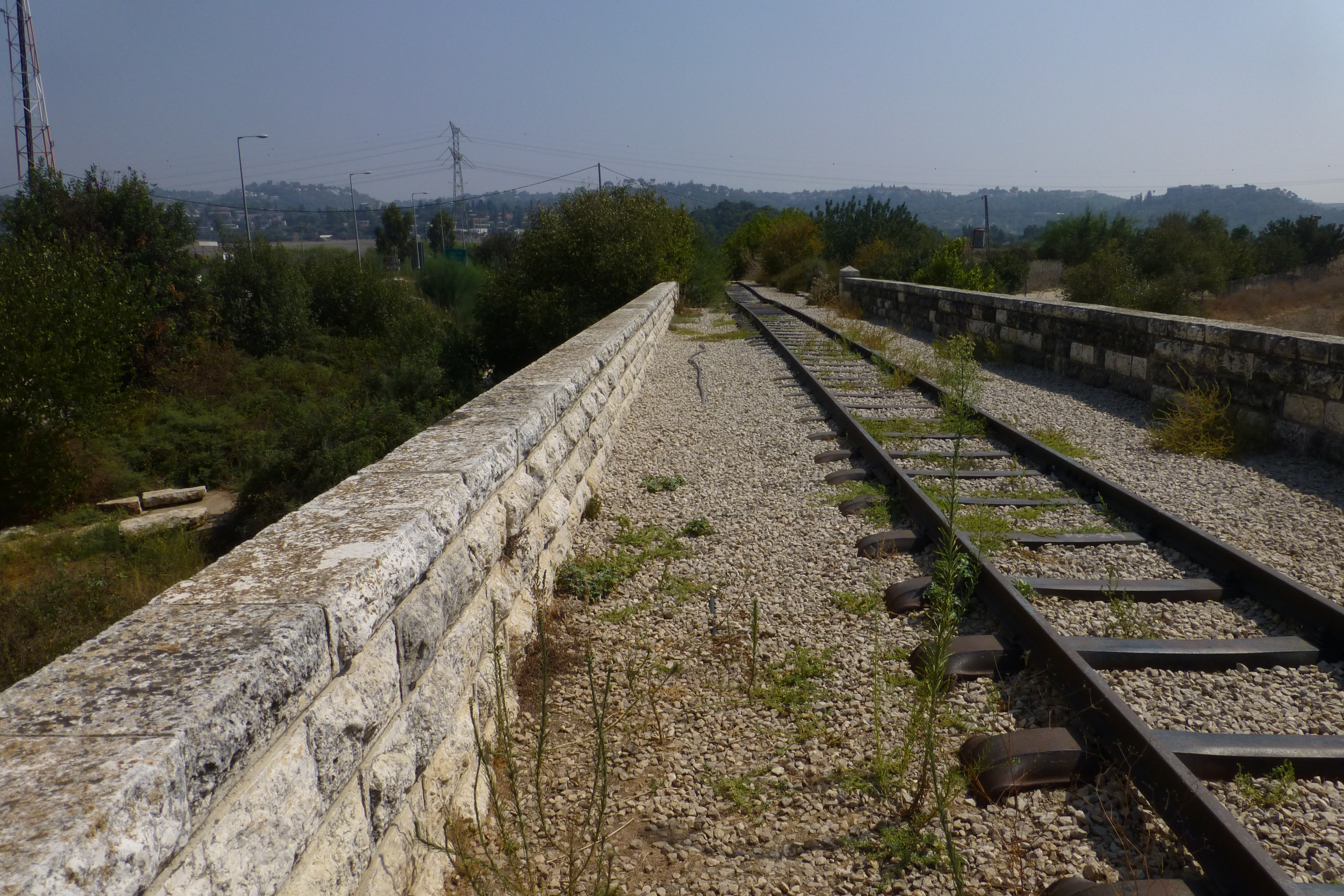
Droga kolejowa

Droga kolejowa – tor kolejowy albo tory kolejowe wraz z elementami infrastruktury z nimi funkcjonalnie połączonymi, niezależnie od tego, czy zarządza nimi ten sam podmiot.
Droga kolejowa stanowi liniowo-punktową infrastrukturę transportu kolejowego. Jej najważniejszymi elementami na szlaku są:
- podtorze i nawierzchnia kolejowa,
- obiekty inżynieryjne,
- urządzenia związane z siecią trakcyjną,
- urządzenia sterowania ruchem kolejowym.

Podtorze może być położone, w zależności od warunków terenowych, na nasypie lub w wykopie.
Drogi kolejowe mogą być jedno-, dwu- lub wielotorowe.